# بروس ويبستر
بروس ويبستر هو مقدم تلفزيوني وصحفي وسياسي أسترالي، ولد في 13 أغسطس 1927 في Brighton, Victoria ‏ في أستراليا، وتوفي في 25 يوليو 2019 في غوسفورد في أستراليا. نشط حزبياً في New South Wales Liberal Party ‏. وقد انتخب عضو الجمعية التشريعية لنيو ساوث ويلز ‏ عن دائرة Electoral district of Pittwater ‏ (8 فبراير 1975 – 21 يوليو 1978).